# 實習天使
《實習天使》（英語：Angel In-the-Making）是香港電視廣播有限公司拍攝製作的時裝醫務電視劇，由岑麗香、洪永城及單立文領銜主演，並由陳煒、姚子羚、陳山聰、劉佩玥、吳沚默及吳若希聯合演出，監製葉鎮輝。
劇中恆恩醫院場地之部分場景為民航處總部。

## 首播時段
| 頻道                                 | 所在地   | 播出日期       | 播出時間                 |
| 翡翠台、 高清翡翠台                  | 香港     | 2015年11月30日 | 每晚 21:30 - 22:30       |
| Astro On Demand、 Astro On Demand HD | 马来西亚 | 2015年11月30日 | 每晚 21:30 - 22:15       |
| TVBJ                                 |          | 2015年12月1日  | 每晚 00:30 - 01:30       |
| 星和娱家戏剧台                       | 新加坡   | 2016年3月7日   | 每晚 21:00 - 22:00       |
| Astro华丽台、 Astro华丽台HD          | 马来西亚 | 2017年3月6日   | 星期一至五 20:30 - 21:30 |

## 演員表

### 恒恩醫院（Hang Yan Hospital）

#### 綜合內科
| 演員           | 角色   | 暱稱／關係 |
| 鍾景輝         | 張大偉 | 部門運作主管（DOM） 楊志明之養父 於第25集肺癌去世 |
| 姚子羚         | 杜羨花 | Sylvia、花打 資深護師（APN） 綜合內科男病房5C負責人 唐日華之前女友 唐日俊之女友，後分手 卓芷君之好友兼情敵 楊志明之好友，後反目，最後和好 與周景臣對立，曾被其追求 於第24集辭職移居到加拿大 於第25集與清清（其與唐日俊之女）一同回港 |
| 張漢斌         | 何國聰 | 聰爺 資深護師（APN） |
| 羅梓龍（童年） | 楊志明 | Ray、死神Ray、變態佬 註冊護士 (RN) 唐日華之好友兼私家看護 祁樂、俞玥愛、汪佩儀、陳拔萃之導师 後為祁樂之男友 張大偉之徒弟兼養子 唐日俊、杜羨花之好友，後反目，最後和好 6歲時全家遇上車禍而離世，唯獨自己沒有受傷，更曾患上躁鬱症等壓力創傷後遺症 曾修讀ACLS（高級心臟生命支持術）、PALS（兒科高級生命支持術）、TNCC（創傷護理基礎課程）、ENPC（緊急護理兒科課程）、PHTLS（院前創傷生命支持術）和BTLS（基本創傷維生術）等課程 曾被誤會於英國擔任私家看護期間襲擊「女病人」，但該名「女病人」實為易服後的唐日華 於第12集加入飛行拯救隊，為飛行護士 於第15集因救祁樂而被芬妮刺至重傷昏迷，於第16集康復 於後期患上妄想症，後康復 於第24集離開香港，到外國治病 於第25集回港，並與祁樂相戀 |
| 洪永城         | 楊志明 | Ray、死神Ray、變態佬 註冊護士 (RN) 唐日華之好友兼私家看護 祁樂、俞玥愛、汪佩儀、陳拔萃之導师 後為祁樂之男友 張大偉之徒弟兼養子 唐日俊、杜羨花之好友，後反目，最後和好 6歲時全家遇上車禍而離世，唯獨自己沒有受傷，更曾患上躁鬱症等壓力創傷後遺症 曾修讀ACLS（高級心臟生命支持術）、PALS（兒科高級生命支持術）、TNCC（創傷護理基礎課程）、ENPC（緊急護理兒科課程）、PHTLS（院前創傷生命支持術）和BTLS（基本創傷維生術）等課程 曾被誤會於英國擔任私家看護期間襲擊「女病人」，但該名「女病人」實為易服後的唐日華 於第12集加入飛行拯救隊，為飛行護士 於第15集因救祁樂而被芬妮刺至重傷昏迷，於第16集康復 於後期患上妄想症，後康復 於第24集離開香港，到外國治病 於第25集回港，並與祁樂相戀 |
| 蓋世寶         | 曹火火 | Miss草 註冊護士（RN） |
| 陳嘉嘉         | 鍾美琴 | 註冊護士（RN） |
| 崔錦棠         | 許 栩  | 許栩Sir、喉王 註冊護士（RN） 陳拔萃之偶像 擅長插胃喉 |
| 張韋怡         | 凌雪兒 | 註冊護士（RN） |
| 岑麗香         | 祁 樂  | Halley 護理系五年級學生／實習護士／「TUNS 6」領袖 祁仁、蔣杜美慧之女 Zoe同母异父之姐 高勛之女友，後分手 鄧勵幀之好友，反目後和好 俞玥愛、高勛、汪佩儀、陳拔萃、朱世勤、韓志龍之好友 楊志明之好友，後成为其女友 痛恨蔣杜美慧，後和好 曾成功撮合蘇玉娟和崔立基 於第21集捐腎予生母 於第25集正式成為註冊護士 於第25集與楊志明重遇並相戀 |
| 吳沚默         | 汪佩儀 | Eliza、易拉架 護理系五年級學生／實習護士／「TUNS 6」之一 祁樂、陳拔萃、朱世勤、高勛、韓志龍之好友 俞玥愛、鄧勵幀之好友，反目後和好 与韓志龍有感情线 于第19集开始喜欢上韓志龍 於第25集正式成為註冊護士 |
| 吳若希         | 俞玥愛 | Alison、女神 護理系五年級學生／實習護士／「TUNS 6」之一 金雅恩之師妹兼好友，後反目，後和好 祁樂、陳拔萃、朱世勤、高勛、韓志龍之好友 周景臣之女友，後分手 陳拔萃之暗戀對象，後喜歡陳拔萃 於第25集正式成為註冊護士 |
| 陳康健         | 陳拔萃 | 肥陳 護理系五年級學生／實習護士／「TUNS 6」之一 祁樂、鄧勵幀、汪佩儀、俞玥愛、朱世勤、高勛、韓志龍之好友 暗戀俞玥愛、被金雅恩追求 於第25集正式成為註冊護士 |
| 鍾志光         | 崔立基 | 吹水哥 健康服務助理（HCA） 蘇玉娟之鬥氣冤家，後為其男友 |
| 蘇恩磁         | 蘇玉娟 | 娟姐、肉酸姐 健康服務助理（HCA） 崔立基之鬥氣冤家，後為其女友 |
| 黃梓瑋         | 林靜心 | 健康服務助理（HCA） 曾被蘇玉娟誤以為是崔立基的戀愛對象 |
| 黃匡翹         | 喬     | 病房文員 |

#### 急症室
| 演員           | 角色   | 暱稱／關係 |
| 黃長興（青年） | 龍有生 | 龍醫生、Dr. Long 部門主管（COS） 余碧珠之夫 龍頌安之父 於30年前撞倒楊志明雙親和兄長，因妻子臨盆在即而對其見死不救，被楊志明視為復仇對象 於第24集表示會前往警署交代當年意外真相       |
| 洋             | 龍有生 | 龍醫生、Dr. Long 部門主管（COS） 余碧珠之夫 龍頌安之父 於30年前撞倒楊志明雙親和兄長，因妻子臨盆在即而對其見死不救，被楊志明視為復仇對象 於第24集表示會前往警署交代當年意外真相       |
| 單立文         | 唐日俊 | Kennedy 於2003年感染沙士，後康復 顧問醫生（CON） 唐日華同父異母之兄 杜羨花之男友，後分手 卓芷君之前男友，後為其夫，並和其育有一女 巫志峰之師父 楊志明之好友，後反目，後和好          |
| 翟威廉         | 巫志峰 | 毒王、CF 醫生 / 毒理学專家 唐日俊之徒弟 邵絲姬之鬥氣冤家，後為其夫 |
| 麥嘉倫         | 容易森 | Sam 醫生 |
| 陳 煒          | 卓芷君 | Defea 於2003年感染沙士，後康復 資深護師（APN） 護士診所負責人 鄧勵幀之大嫂 唐日俊之前女友，後為其妻，並和其育有一女 杜羨花之好友                                                     |
| 梁靖琪         | 邵絲姬 | Noddy、Dee打 資深護師（APN）／創傷聯絡主任 巫志峰之鬥氣冤家，後為其妻 鄭瑤之好友 |
| 潘芳芳         | 高玉霞 | 霞打 資深護師（APN） 於護士診所建立前期表示反對 |
| 郭田葰         | 程宏勝 | 註冊護士（RN） |
| 周麗欣         | 葉梓琪 | 註冊護士（RN） |
| 劉佩玥         | 鄧勵幀 | 貞子、Abby 護理系五年級學生／實習護士／「TUNS 6」之一 祁樂、高勛、俞玥愛、汪佩儀、陳拔萃、朱世勤之好友，後反目，後和好 韓志龍之好友 於第8集與高勛發生一夜情 於第25集正式成為註冊護士 |
| 唐嘉麟         | 朱世勤 | 低能、Dylan 護理系五年級學生／實習護士，後辭職並轉行為歌手／「TUNS 6」之一 祁樂、鄧勵幀、俞玥愛、汪佩儀、陳拔萃、高勛、韓志龍之好友，最後成為歌手                                    |
| 曹思詩         | 喬     | 文員 |

#### 其他醫護人員
| 演員   | 角色   | 暱稱／關係                                                                                     |
| 朱維德 |        | 醫院管理層                                                                                     |
| 韓馬利 | 戴利群 | Lorna、Dr. Tai 顧問醫生（CON） 高勛之母 前期反對成立護士診所，其後表示支持                     |
| 鄧英敏 | 林貴昌 | 內科顧問醫生（CON）                                                                            |
| 曾守明 | 盧德強 | 內科醫生                                                                                       |
| 黃子恆 | 周景臣 | Jason、Dr. Chow 內科醫生 林貴昌之下屬 金雅恩之上司 與杜羨花對立，曾追求其 俞玥愛之男友，後分手 |
| 黃 欣  | 金雅恩 | Arian、Dr. Kam 內科實習醫生 俞玥愛之師姐兼好友後反目，後和好 周景臣之下屬 喜歡陳拔萃           |
| 曾 敏  |        | 兒科醫生                                                                                       |
| 王致狄 |        | 骨科醫生                                                                                       |
| 黃穎君 | 黃日俊 | 外科醫生                                                                                       |
| 游莨維 | 立 新  | 醫生 盧德強之下屬                                                                              |
| 曾琬莎 | 小 麗  | 醫生 盧德強之下屬                                                                              |
| 林宥喬 |        | 新生兒深切治療部醫生                                                                           |
| 容天佑 |        | 婦產科醫生                                                                                     |
| 林 玥  | 歐陽雲 | 醫務社工（MSW）                                                                                |
| 趙璧渝 |        | 護士                                                                                           |
| 陳偉琪 |        | 護士                                                                                           |
| 王靖怡 |        | 護士                                                                                           |
| 利穎怡 |        | 護士                                                                                           |
| 馮子森 |        | 救護員                                                                                         |
| 朱樂洺 |        | 救護員                                                                                         |

### 其他演員
| 演員                  | 角色     | 暱／關係 |
| 陳山聰                | 唐日華   | Arthur 唐日俊同父異母之弟 杜羨花之前男友 楊志明之好友 患有肝癌 有易服癖，易服後才能有性高潮 易服後化名為Veronica 已去世                                                                               |
| 蔣志光                | 祁 仁    | Nasa、Nasa Sir 祁樂之父 單戀蔣杜美慧，並意外與她發生關係而誕下祁樂 芬妮之痴戀對象 經常沉迷於外星人的世界 參見降魔的系列                                                                               |
| 趙希洛                | 芬 妮    | Fanny 精神病患者 祁仁之學生並痴戀其 怨恨祁樂 為接近祁仁而扮演成祁樂之母與其以無線電溝通 於第15集侵入祁家並刺傷祁仁後逃去，其後再綁架祁仁並刺傷楊志明致其昏迷，終被警方拘捕 於第16集被送往小欖精神病院 |
| 馮允謙                | 高 勛    | Patrick 戴利群之子 祁樂之男友，後分手 夢想成為YouTuber TUNS6、韓志龍之好友 于第8集與鄧勵幀發生一夜情 於第17集確診感染H9N2病毒 於第20集因肺炎去世                                                      |
| 祝文君                | 范少蓮   | |
| 張明偉                | 韓志龍   | 歌手／綜合內科病房病人 患有厭食症 TUNS6、高勛之好友 與汪佩儀有感情綫 |
| 趙永洪                |          | 楊志明之亡父 於30年前被龍有生開車撞死 |
| 張嘉兒                |          | 楊志明之亡母 於30年前被龍有生開車撞死 |
| 羅泳嫻                | Marie    | 唐日俊之前女友 之母 |
| 楊證樺                | 關維建   | Ken 韓志龍之經理人 |
| 方伊琪                | 蔣杜美慧 | Francis 祁樂之母 患有腎衰竭，後獲祁樂捐贈腎臟而康復 另育有一女Zoe |
| 林淑敏（青年）        | 余碧珠   | 白靈恩慈善機構財務總監暨執行董事 龍有生之妻 龍頌安之母 |
| 程可為                | 余碧珠   | 白靈恩慈善機構財務總監暨執行董事 龍有生之妻 龍頌安之母 |
| 林景程                | 龍頌安   | 心臟科醫生 龍有生、余碧珠之子 |
| 陳志健                | 劉耀輝   | 大佬蟹 黑幫大佬 與大咪敵對 確診患有隱性梅毒（第1集） |
| 何俊軒                | 大 咪    | 黑幫大佬 與劉耀輝敵對（第1集） |
| 彭紀諺                |          | 大咪之手下（第1集） |
| 章景恆                |          | 大咪之手下（第1集） |
| 何沛霖                |          | 大咪之手下（第1集） |
| 姚宏遠                |          | 劉耀輝之手下（第1集） |
| 張彥博                |          | 劉耀輝之手下（第1集） |
| 吳展驊                |          | 劉耀輝之手下（第1集） |
| 陳榮峻                | 何永強   | 綜合內科病房病人 患肝癌，後康復，再惡化，然後去世 何婆婆之夫 欣賞祁樂 因肝癌惡化並於第3集去世（第1-3集）                                                                                              |
| 李海生                |          | 綜合內科病房病人 患有腦退化症 |
| 李嘉晉                |          | 綜合內科病房病人 |
| 葉 暐                 | 王大興   | 王太之夫 嘔吐病人，因不適到急症室求醫（第1集） |
| 李漫芬                | 王 太    | 王大興之妻 因不滿急症室的分流及輪候機制而濫用緊急救援服務，被卓芷君發現後阻止其插隊行為（第1集） |
| 范仲恒                |          | 綜合內科病房病人 患有精神病，經常稱自己手上有蟲（第1集） |
| 劉天龍                | 黃國立   | 綜合內科病房病人 因導管鬆脫後再被不當接駁而導致不適（第2集） |
| 李啟傑                | 李 生    | 行房時把手機放在其妻陰道，後與她一同到院求醫（第2集） |
| 曾慧雲                | 何婆婆   | 何永強之妻（第3集） |
| 蔡康年                | 廖 生    | 廖太之夫（第3集） |
| 吳幸美                | 廖 太    | 廖生之妻（第3集） |
| 邵卓堯                | 余 生    | 綜合內科病房病人 因過量酗酒導致胃出血（第4集） |
| 許碧姬                | 婆 婆    | 錯認韓志龍是吳業坤（第4集） |
| 蔡國慶                | 魯 柏    | 綜合內科病房病人 魯清之爺爺 患有心肌梗塞（第4集） |
| 朱敏瀚                | 魯 清    | 綜合內科病房病人 魯柏之孫 於第4集服藥自殺未遂（第4集） |
| 章志文                |          | 孕婦丈夫 險被唐樓簷篷壓倒而被其妻所救（第5集） |
| 劉嘉琪                |          | 孕婦 為救其夫而被簷篷壓至重傷，送院搶救後不治（第5集） |
| 陳 琪                 | 關美思   | 心理醫生（第5集） |
| 陳俊堅                |          | 侍應（第5集） |
| 羅欣羚                |          | 侍應（第5集） |
| 陳潔玲                | Jenny    | 沙灘泳客（第5集） |
| 余應彤                | Eddie    | 沙灘泳客（第5集） |
| 黃得生                | Tommy    | 沙灘泳客（第5集） |
| 謝文欣                | Wendy    | 沙灘泳客（第5集） |
| 張詩欣                | Nikki    | 沙灘泳客（第5集） |
| 譚坤倫                | 威       | |
| 衛志豪                |          | 足球員（第7集） |
| 蕭徽勇                | 輝       | 輝仔 智障人士（第8集） |
| 吳家樂                | 紀大民   | 露宿者／綜合內科病房病人 露宿期間服食毒品並出現幻覺，被祁樂發現後送院（第12集） |
| 楊卓娜                |          | 旅館接待員 紀大民之妻（第12集） |
| 譚樂笙                | 夏廸司   | 綜合內科病房病人 |
| 煒 烈                 | 溫醫生   | （第12集） |
| 劉溫馨 （配音：凌晞） |          | 新聞報道員（第16集） |
| 楊廷茵                |          | 街舞者（第17集） |
| 黃碧蓮                |          | 龍有生之秘書（第23集） |
| 譚嘉儀                |          | 記者（第14、24集） |
| 霍健邦                | 黃錦輝   | 鄭瑤之男友 非法入境者 H9N2病毒的感染源頭患者 |
| 阮 兒                 | 鄭 瑤    | 啊瑤 酒吧女郎 H9N2感染者 邵絲姬之好友 黃錦輝之女友，並懷有身孕 |
| 蕭凱欣                | 蕭翠兒   | 護士 卓芷君、唐日俊之好友 於2003年沙士(SARS)去世 葬於浩園 （並無參與本劇演出，只用蕭凱欣相片連貫劇情）                                                                                                |
| 黎石山                |          | 病人 |
| 熊子逸                | Zoe      | 蔣杜美慧之女 祁樂同母異父之妹 天生患有嚴重痙攣 |
| 曾健明                |          | 住院病人 |
| 盧偉文                |          | 保鏢 |

## 收視
以下為本劇於香港無綫電視翡翠台、高清翡翠台之收視紀錄：
| 週次 | 集數   | 日期                     | 平均 | 最高 | 備註                                               |
| 1    | 1－6   | 2015年11月30日－12月6日  | 23點 | 24點 | 星期一至五平均24點；星期日平均20點                 |
| 2    | 7－12  | 2015年12月7日－12月12日  | 21點 | 24點 | 星期一至五平均22點；星期六平均18點                 |
| 3    | 13－18 | 2015年12月14日－12月19日 | 21點 | 22點 | 星期一至五平均22點；星期六平均17點                 |
| 4    | 19－25 | 2015年12月21日－12月27日 | 23點 | 26點 | 星期一至五平均23點；星期六平均19點；星期日平均25點 |
| 全劇 | 全劇   | 全劇                     | 22點 | 26點 |                                                    |

## 獎項

### 萬千星輝頒獎典禮2016
| 獎項               | 得獎者                     | 結果 |
| ------------------ | -------------------------- | ---- |
| 最佳劇集           | 實習天使                   | 提名 |
| 最受歡迎電視男角色 | 洪永城                     | 提名 |
| 飛躍進步女藝員     | 劉佩玥                     | 提名 |
| 最受歡迎劇集歌曲   | 我們都受傷（主唱：吳若希） | 提名 |
| 最受歡迎劇集歌曲   | 真我（主唱：張明偉）       | 提名 |
| 專業演員大獎       | 吳家樂                     | 獲獎 |

## 記事
- 2015年6月3日，本劇於12:30在將軍澳電視廣播城一廠Common Room舉行造型記者會[1]。
- 2015年7月6日：本劇演員洪永城、單立文及姚子羚進行海上拍攝。[2]
- 2015年11月21日：本劇由吳若希演唱之主題曲《我們都受傷》於《2015勁歌金曲優秀選第二回》成為得獎歌曲。
- 2015年11月25日：此劇於15:00在堅道二號明愛大廈五樓明愛堅道公眾會堂舉行「振翅啟航」宣傳活動。
- 2015年11月29日：此劇於15:00在將軍澳重華路8號東港城一樓展覽場舉行「學護愛作戰」宣傳活動。
- 2015年12月5日：由於直播《歡樂滿東華2015》，本劇暫停播映。
- 2015年12月13日：由於直播《萬千星輝頒獎典禮2015》，本劇暫停播映。
- 2015年12月16日：此劇於15:00在觀塘鴻圖道47號嘉鴻中心一樓香港碰碰球協會舉行「魔鬼天使大對決」宣傳活動。[3]
- 2015年12月20日：由於直播《2015年度勁歌金曲頒獎典禮》，本劇暫停播映；但同日本劇由吳若希演唱之主題曲《我們都受傷》於《2015年度勁歌金曲頒獎典禮》奪得「勁歌金曲獎」。
- 2015年12月22日：此劇於12:45在北角雲景道81號閩僑中學舉行「身體力行 捐血救人」宣傳活動。

## 軼事
- 此劇是葉鎮輝首部擔任正式監製（獨立監製）的電視劇[4]。
- 此劇是岑麗香首次擔任第一主角的電視劇。
- 此劇「楊志明」原定由吳卓羲飾演，因檔期問題而辭演，後改由洪永城飾演。
- 此劇與《降魔的系列》處於同一時空。（此劇角色祁仁（蔣志光飾）曾於《降魔的系列》中客串演出。）

## 外部連結
- 實習天使 - myTV SUPER[]
- 豆瓣电影上《實習天使》的資料 （简体中文）

## 電視節目的變遷

#### 首播
| 香港 翡翠台、高清翡翠台 · 每晚 21:30 - 22:30 · 12月5日、13日及20日 暫停播出 | 香港 翡翠台、高清翡翠台 · 每晚 21:30 - 22:30 · 12月5日、13日及20日 暫停播出 | 香港 翡翠台、高清翡翠台 · 每晚 21:30 - 22:30 · 12月5日、13日及20日 暫停播出 |
| --------------------------------------------------------------------------- | --------------------------------------------------------------------------- | --------------------------------------------------------------------------- |
|                                                                             | 實習天使 （2015-11-30－2015-12-27）                                         |                                                                             |
| 梟雄 （2015-10-26－2015-11-29）                                             | 無心法師 （2015-12-28－2016-01-17）                                         |                                                                             |

| 马来西亚 Astro On Demand、 · Astro On Demand HD · 每晚 21:30 - 22:30 · 12月5日、13日及20日 暫停播出 | 马来西亚 Astro On Demand、 · Astro On Demand HD · 每晚 21:30 - 22:30 · 12月5日、13日及20日 暫停播出 | 马来西亚 Astro On Demand、 · Astro On Demand HD · 每晚 21:30 - 22:30 · 12月5日、13日及20日 暫停播出 |
| --------------------------------------------------------------------------------------------------- | --------------------------------------------------------------------------------------------------- | --------------------------------------------------------------------------------------------------- |
| | 實習天使 （2015-11-30－2015-12-27）                                                                 | |
| 梟雄 （2015-10-26－2015-11-29）                                                                     | 無心法師 （2015-12-28－2016-01-17）                                                                 | |

| 澳洲 TVBJ 星期一至五 20:15-21:15 時段 星期六，日 21:00-22:00 時段 | 澳洲 TVBJ 星期一至五 20:15-21:15 時段 星期六，日 21:00-22:00 時段 | 澳洲 TVBJ 星期一至五 20:15-21:15 時段 星期六，日 21:00-22:00 時段 |
| ----------------------------------------------------------------- | ----------------------------------------------------------------- | ----------------------------------------------------------------- |
|                                                                   | 實習天使 （2015-12-01－2015-12-28）                               |                                                                   |
| 梟雄 （2015-10-27－2015-11-30）                                   | 無心法師 （2015-12-29－2016-01-18）                               |                                                                   |

| 星和娛家戲劇台 劇集首映 每晚 21:00-22:00 時段 | 星和娛家戲劇台 劇集首映 每晚 21:00-22:00 時段 | 星和娛家戲劇台 劇集首映 每晚 21:00-22:00 時段 |
| --------------------------------------------- | --------------------------------------------- | --------------------------------------------- |
|                                               | 實習天使 （2016-03-07－2016-03-31）           |                                               |
| 梟雄 （2016-02-04－2016-03-06）               | 無心法師 （2016-04-01－2016-04-20）           |                                               |

| 马来西亚 Astro華麗台、Astro華麗台HD · 星期一至五 20:30 - 21:30 | 马来西亚 Astro華麗台、Astro華麗台HD · 星期一至五 20:30 - 21:30 | 马来西亚 Astro華麗台、Astro華麗台HD · 星期一至五 20:30 - 21:30 |
| -------------------------------------------------------------- | -------------------------------------------------------------- | -------------------------------------------------------------- |
|                                                                | 實習天使 （2017-03-06－2017-04-07）                            |                                                                |
| 愛情食物鏈 （2017-02-03－2017-03-03）                          | 歲月樓情 （2017-04-10－2017-04-28）                            |                                                                |